# Buochserhorn
De Buochserhorn is een berg in centraal Zwitserland in het kanton Nidwalden. De berg heeft een hoogte van 1806,8 meter.
De naam komt van het dorp aan de voet van de berg, Buochs. Samen met de Stanserhorn markeert de Buochserhorn de ingang van het dal van Engelberg. Ten noorden van de berg ligt het Vierwoudstrekenmeer, in het oosten de Klewenalp, in het zuidoosten het bergmassief van de Brisen en de Hoh Brisen in het zuiden het gehucht Niederrickenbach en in het westen het dal van Engelberg. Toeristisch gezien heeft de berg veel te bieden voor wandelaars en mountainbikers, maar is niet zoals de Stanserhorn door een stoeltjeslift ontsloten. Er zijn vele routes vanaf Buochs, Dallenwill en Stans om op de berg te komen.